# Pilea beguinotii
Pilea beguinotii är en nässelväxtart som beskrevs av Georg Cufodontis. Pilea beguinotii ingår i släktet pileor, och familjen nässelväxter. Inga underarter finns listade i Catalogue of Life.